# استاروکوکتوو
استاروکوکتوو (انگلیسی: Starokuktovo) یک شهرک در شهرستان ایلیشفسکی استان باشقیرستان کشور روسیه است.